# When I Get Home
When I Get Home (Lennon/McCartney) är en låt av The Beatles från 1964.

## Låten och inspelningen
Denna låt spelades in under den sista dagen av inspelningar till ”A Hard Day’s Night”, 2 juni 1964. den kom även att bli den sista låt man spelade in för LP:n även om Any Time at All var den sista man färdigställde. För denna ganska genomsnittliga Beatleslåt behövde man dock allt som allt 11 tagningar innan allt satt som det skulle. Låten kom med på A Hard Day's Night som släpptes i Storbritannien 10 juli 1964. I USA kom den däremot att ingå på en LP vid namn ”Something New”, vilken utgavs 20 juli 1964.